# Daisuke Kikuchi
Daisuke Kikuchi (japanisch 菊池 大介 Kikuchi Daisuke; * 12. April 1991 in der Präfektur Kanagawa) ist ein japanischer Fußballspieler.

## Karriere
Kikuchi erlernte das Fußballspielen in der Jugendmannschaft von Shonan Bellmare. Seinen ersten Vertrag unterschrieb er 2007 bei Shonan Bellmare. Der Verein spielte in der zweithöchsten Liga des Landes, der J2 League. Für den Verein absolvierte er 21 Ligaspiele. 2010 wurde er an den Ligakonkurrenten Thespa Kusatsu ausgeliehen. Für den Verein absolvierte er 27 Ligaspiele. 2011 kehrte er zu Shonan Bellmare zurück. 2012 wurde er mit dem Verein Vizemeister der J2 League und stieg in die J1 League auf. Am Ende der Saison 2013 stieg der Verein in die J2 League ab. 2014 wurde er mit dem Verein Meister der J2 League und stieg wieder in die J1 League auf. Für den Verein absolvierte er 210 Ligaspiele. 2017 wechselte er zum Ligakonkurrenten Urawa Reds. 2017 gewann er mit dem Verein den AFC Champions League. 2018 gewann er mit dem Verein den Kaiserpokal. Für den Verein absolvierte er 17 Erstligaspiele. 2019 wechselte er zum Zweitligisten Kashiwa Reysol nach Kashiwa. Ende 2019 feierte er mit dem Verein die Meisterschaft und den Aufstieg in die erste Liga. 2020 lieh ihn der Zweitligist Avispa Fukuoka aus. Ende der Saison wurde er mit dem Verein Vizemeister und stieg in die erste Liga auf. Die Saison 2021 wurde er an den in der zweiten Liga spielenden Tochigi SC ausgeliehen. Für Tochigi absolvierte er 21 Zweitligaspiele. Am 1. Februar 2022 wechselte er ablösefrei zum Drittligisten FC Gifu nach Gifu.

## Erfolge
Urawa Reds
- AFC-Champions-League-Sieger: 2017
- Japanischer Pokalsieger: 2018

Kashiwa Reysol
- Japanischer Zweitligameister: 2019

Avispa Fukuoka
- Japanischer Zweitligavizemeister: 2020  ▲